# Euhesma yeatsi
Euhesma yeatsi är en biart som beskrevs av Exley 2002. Euhesma yeatsi ingår i släktet Euhesma och familjen korttungebin. Inga underarter finns listade i Catalogue of Life.

## Bildgalleri

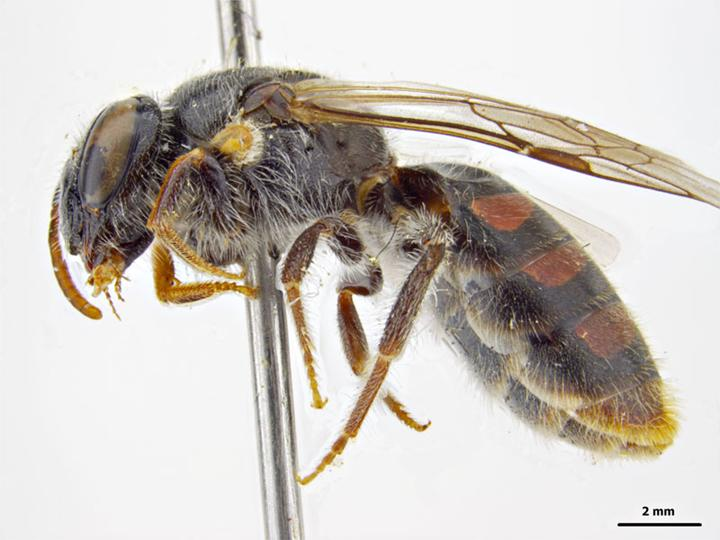